# BMW Z3
BMW Z3 — двухместный спортивный автомобиль, выпускавшийся немецким автопроизводителем BMW в 1995—2002 годах в двух кузовных вариантах: родстер и купе.
Разработанный в стиле спортивных автомобилей 50-х BMW Z3 был представлен в 1995 году, на Женевской автовыставке. К автомобилю сразу выстроилась очередь на покупку. BMW Z3 появился в автосалонах в 1995 году. Создавался как ответ японскому кабриолету Mazda MX-5.
Своеобразно изогнутые фары и необычные боковые воздухозаборники отличали Z3 от других автомобилей модельного ряда BMW. Чтобы поднять мягкий верх автомобиля, надо потянуть его на себя и закрепить поворотом двух ручек. Автоматическое складывание верха - опция, которую можно было заказать отдельно.

## Модификации
- 1996
  1. вариант с двигателем 1,9 л
- 1996
  1. вариант с двигателем 2,8 л
- 1998
  1. Презентация кузовного варианта купе
  2. двигатель 2,5 л — на североамериканском рынке
- 1999
  1. вариант с двигателем 2,0 л
  2. рестайлинг: расширение колеи, изменение внешнего вида задних фар, колес, бамперов, и крышки багажника.

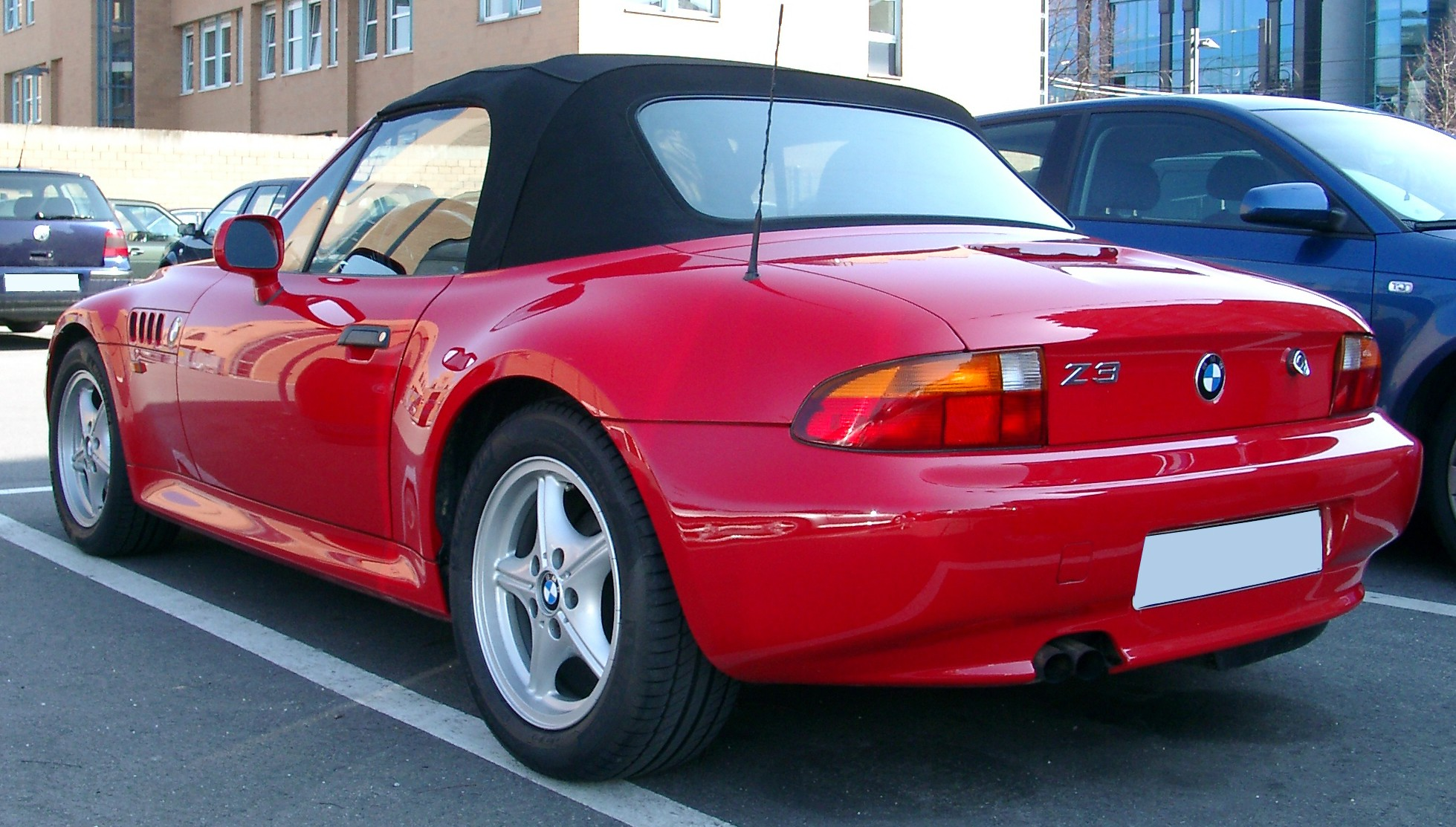
до рестайлинга
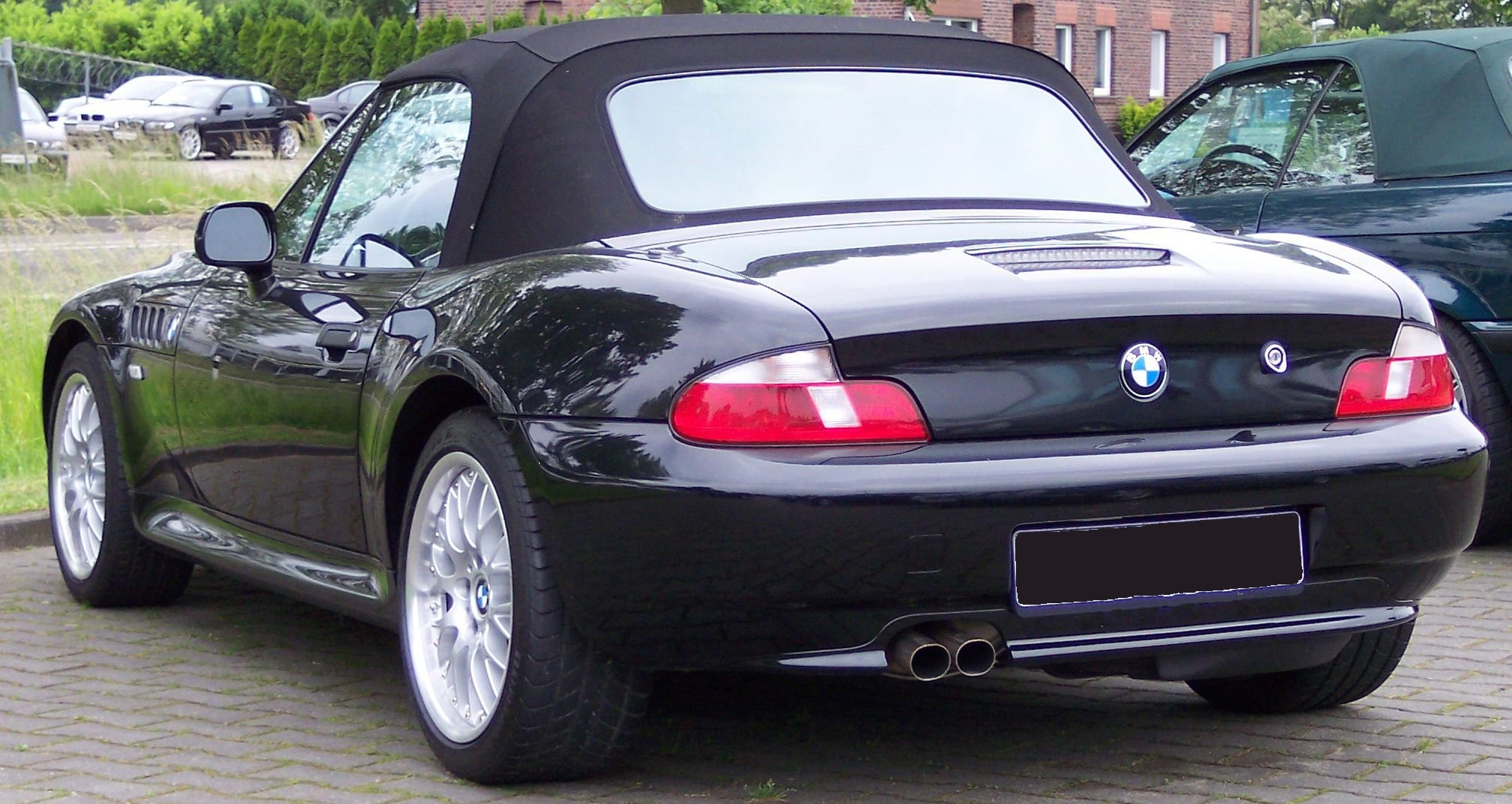
после рестайлинга

- 2000
  1. добавлены двигатели 2,2 л и 3,0 л
- 2001
  1. вариант с двигателем 1,9 л снят с производства

## Конструкция

### Двигатель

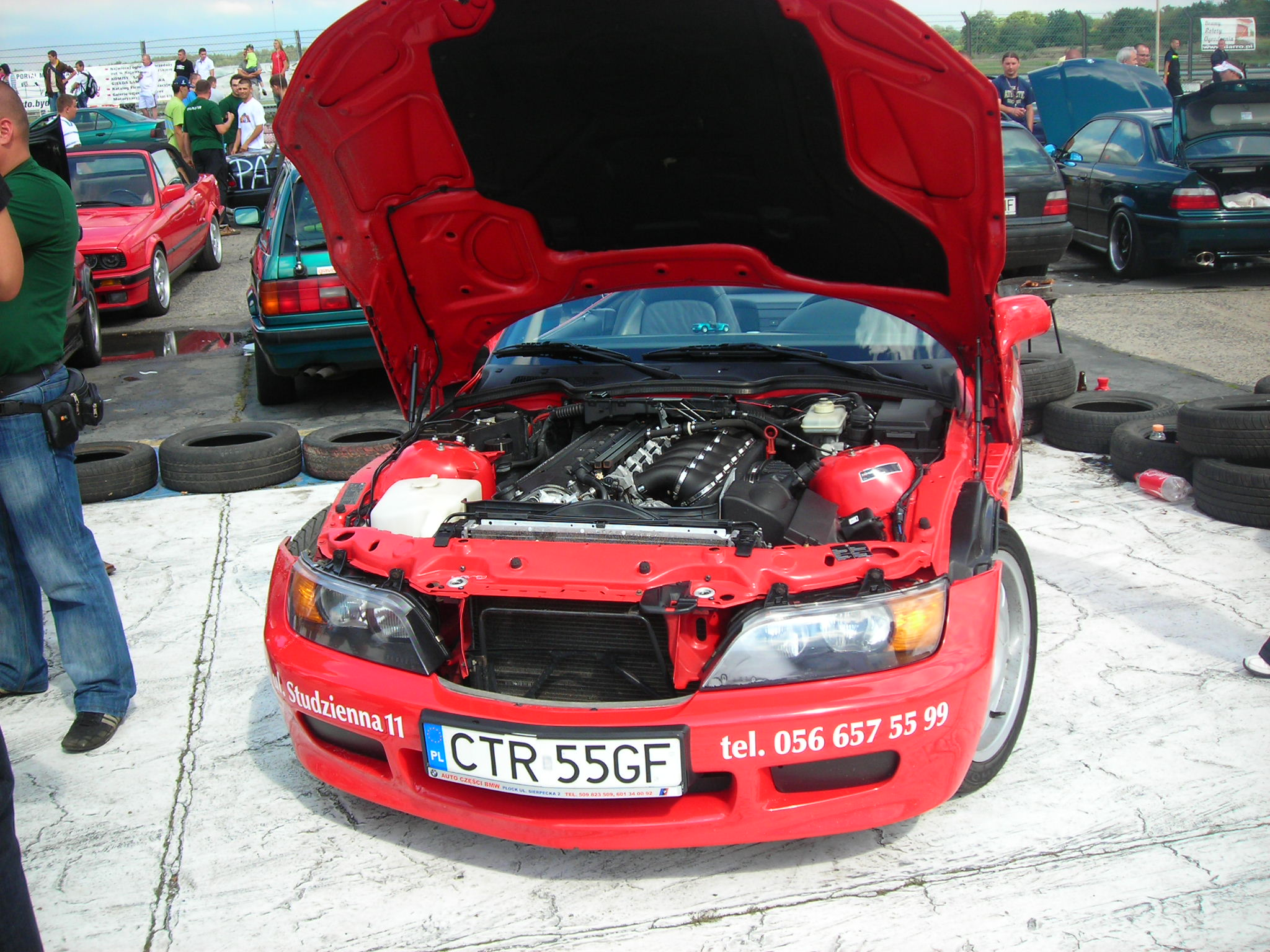
Двигатель

В 1995 году BMW Z3 Родстер появился в автосалонах с вариантами двигателей 1,8 л и 1,9 л (от BMW 318i). Однако, по отзывам покупателей, мощности этих двигателей хватало только на  относительно спокойную езду. На высоких оборотах двигатель перегревался. Обладатели этой версии Z3 не могли похвастаться сильно выдающимися динамическими качествами своего автомобиля. Лишь в 1997 году свет увидел BMW Z3 Родстер с 2,8-литровым 193-сильным двигателем. Автомобиль имел максимальную скорость в 225 км/ч и разгонялся до 100 км/ч за 7,1 секунды, что делало его намного более быстроходным, чем 1,8- или 1,9-литровая версия. С приходом 1998 года появилась более мощная 1,8-литровая версия двигателя, а для американского рынка выпустили 2,5-литровую версию. В этом же году дебютировал BMW Z3 Купе. В купе выбора двигателей не предлагалось. На автомобиле неизменно стоял двигатель объёмом 2,8 л. В 1999 году вышел новый вариант двигателя для родстера, объёмом 2,0 л, а в 2000 — 2,2-литровая версия для родстера и 3,0 версия для обоих кузовных вариантов. В этом двигателе аккумуляторная батарея была перемещена в багажник, чтобы сохранить хорошее соотношение веса на передней и задней осях.
На 6-цилиндровых двигателях устанавливалась система впрыска топлива Motronic.

### Трансмиссия
Двигатель у BMW Z3 расположен спереди. Привод — задний. В стандартной комплектации механическая, 5-ступенчатая коробка передач, в том числе на M-версии. По заказу ставилась автоматическая коробка передач. Руль с гидроусилителем.

### Ходовая часть
BMW Z3 обладает достаточно жесткой подвеской. Тормозная система с антиблокировочной системой и дисковыми тормозами на всех колёсах, Передние тормоза — вентилируемые. Также автомобиль имеет автоматическую систему контроля устойчивости с регулятором тяги ADC+T. Передняя подвеска -Макферсон, со стабилизатором поперечной устойчивости. Задняя — независимая однорычажная (Z-образные рычаги), также со стабилизатором поперечной устойчивости. Конструкция задней подвески позаимствована у BMW E30, а передней у BMW E36.

## Галерея

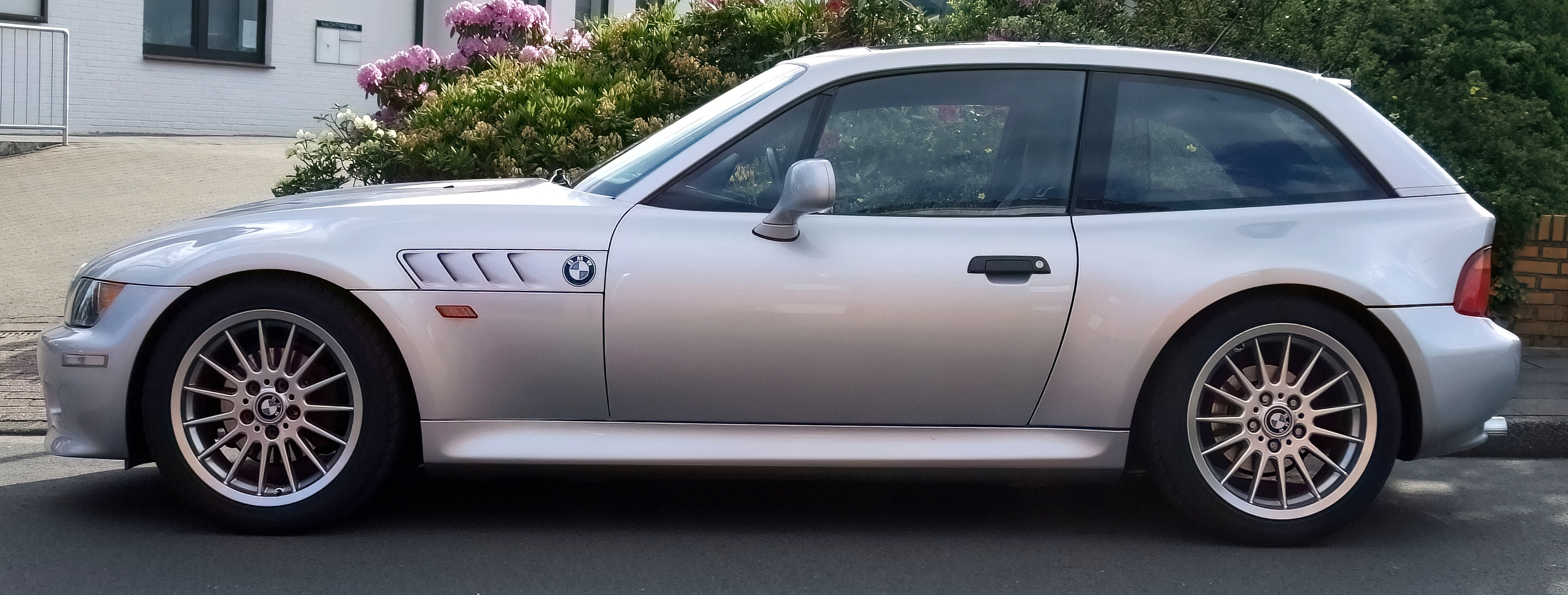
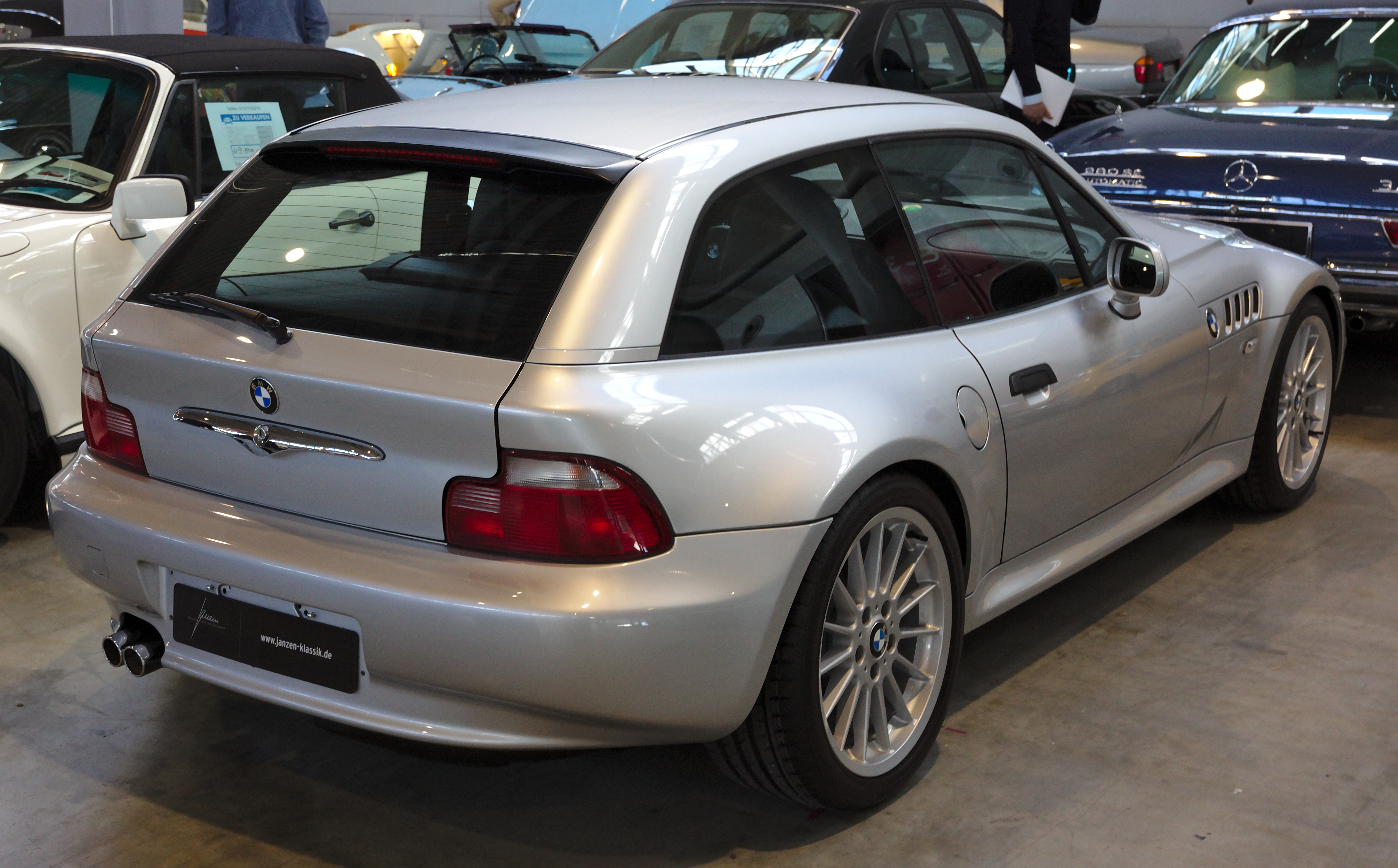
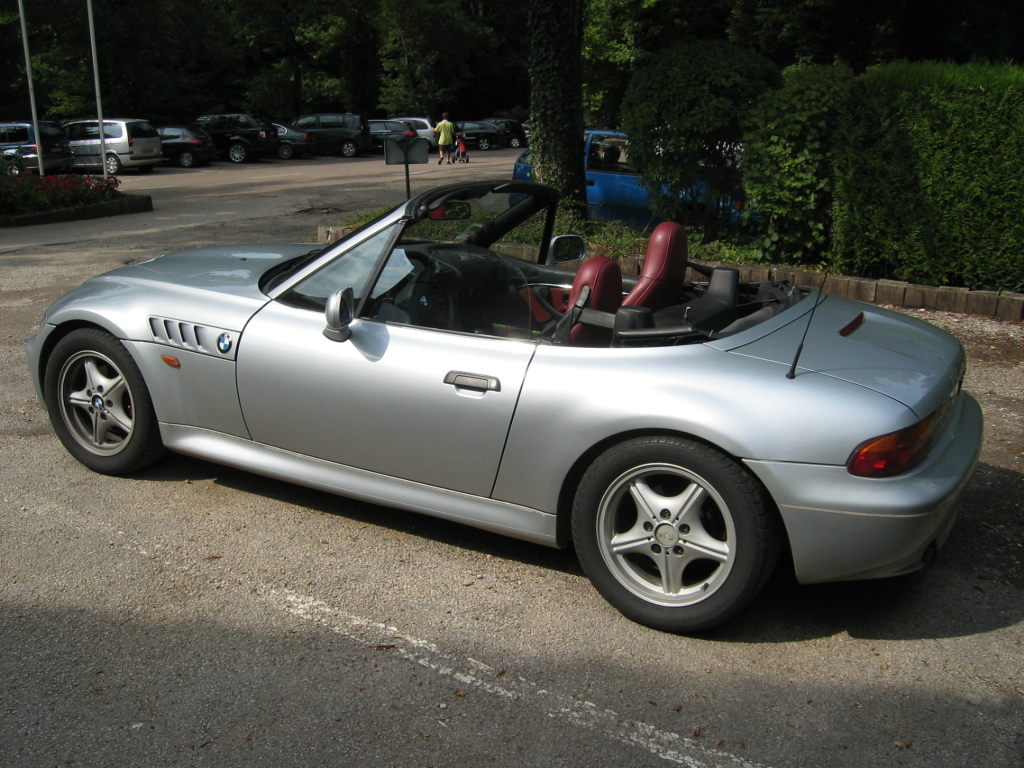
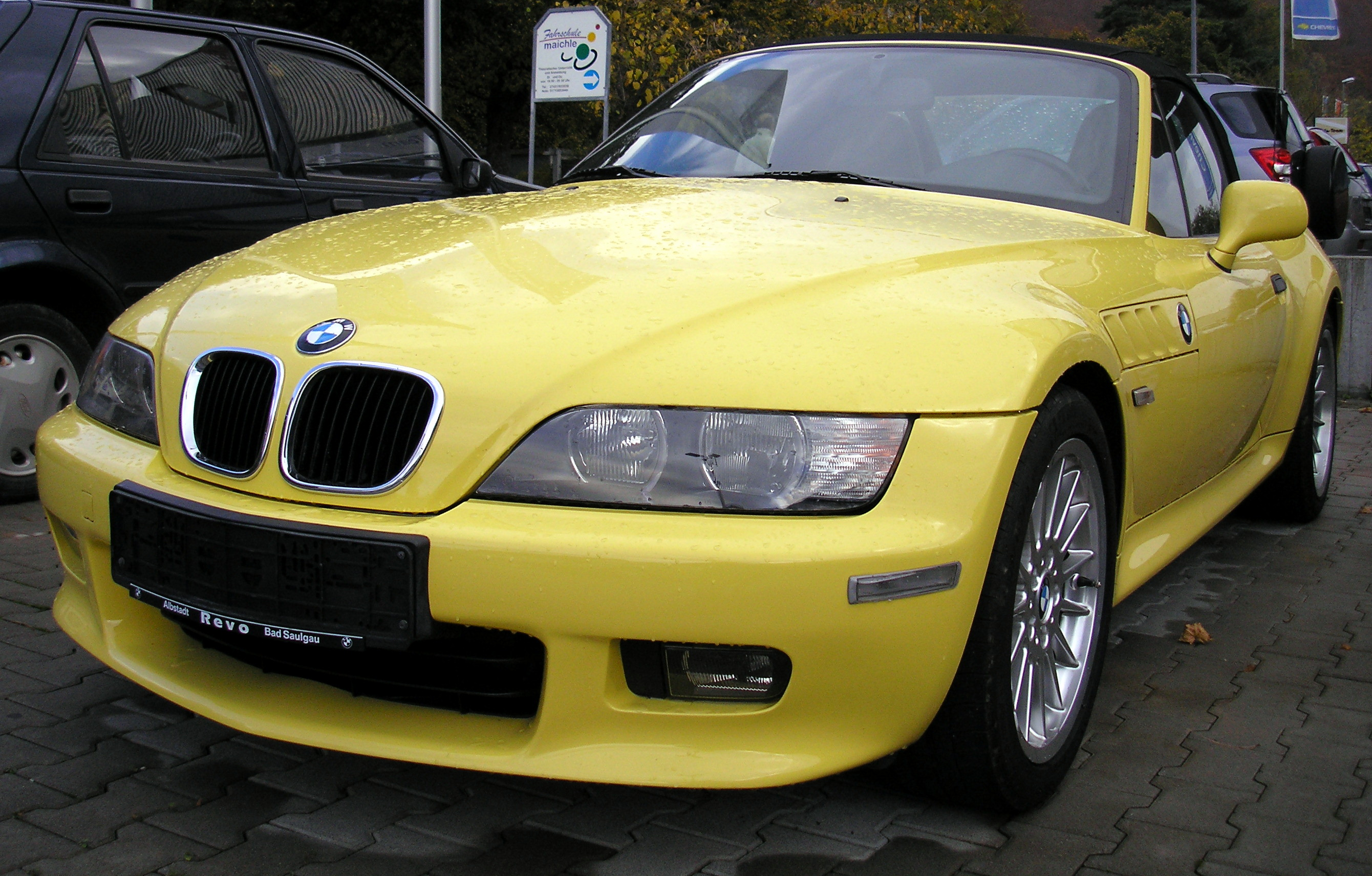
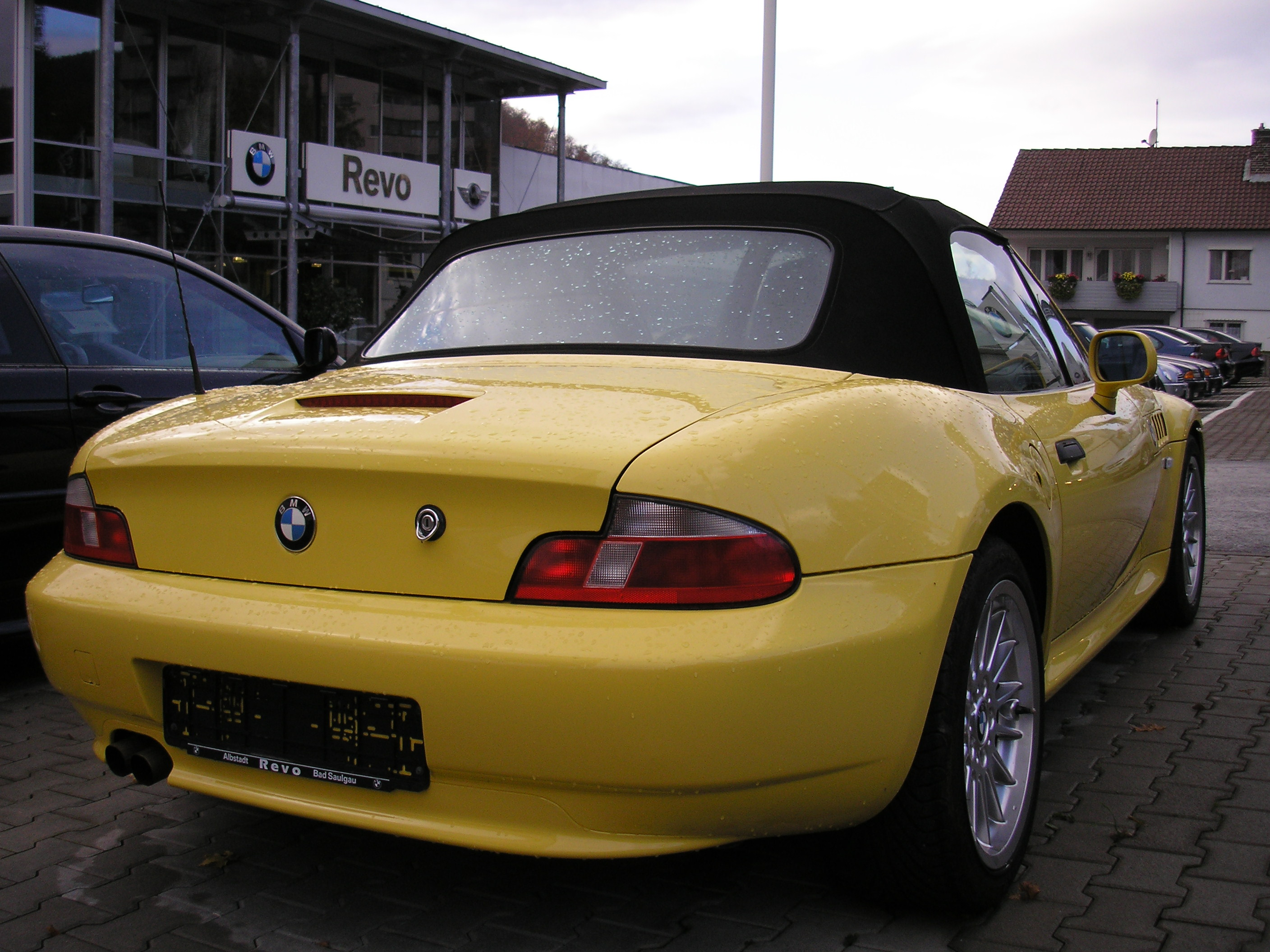
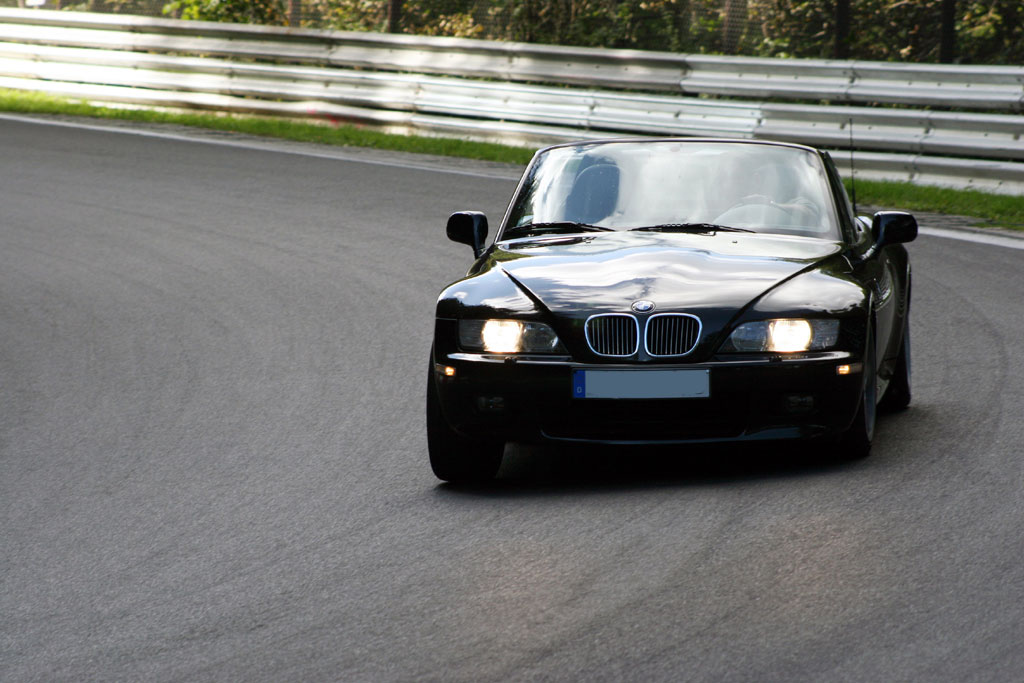